# Cho Sung-min
Cho Sung-min (kor. 조성민, ur. 5 kwietnia 1973, zm. 6 stycznia 2013) – południowokoreański baseballista, który występował na pozycji miotacza.

## Życiorys
W 1996 był bliski podpisania kontraktu z Los Angeles Dodgers, jednak zdecydował się przejść do występującym w Nippon Professional Baseball Yomiuri Giants, który zaoferował zawodnikowi ośmioletni kontrakt wart milion dolarów; profesjonalny debiut zaliczył 5 lipca 1997 w meczu przeciwko Hanshin Tigers. W pierwszej połowie sezonu 1998 przy bilansie zwycięstw i porażek 7–6 i wskaźniku ERA 2,75, wystąpił w Meczu Gwiazd ligi NPB. W 1999 z powodu kontuzji łokcia nie zagrał w żadnym spotkaniu. Z Yomiuri Giants odszedł w 2002 roku. W latach 2005–2007 grał Hanwha Eagles z Korean Baseball Organization, a po zakończeniu kariery pracował jako komentator telewizyjny i trener w zespole Doosan Bears.
Jego żoną była aktorka Choi Jin-sil, lecz małżeństwo zakończyło się z rozwodem. W dniu 6 stycznia 2013 roku popełnił samobójstwo.

## Statystyki
Nippon Professional Baseball
| Sezon              | Klub               | W  | L  | ERA  | G  | GS | CG | SHO | SV | IP   | H   | R  | ER | HR | SO  | WHIP |
| ------------------ | ------------------ | -- | -- | ---- | -- | -- | -- | --- | -- | ---- | --- | -- | -- | -- | --- | ---- |
| 1997               | Yomiuri Giants     | 1  | 2  | 2,99 | 22 | 12 | 0  | 0   | 11 | 28   | 16  | 10 | 9  | 1  | 30  | 1,04 |
| 1998               | Yomiuri Giants     | 7  | 6  | 2,75 | 15 | 0  | 6  | 3   | 0  | 104⅔ | 96  | 36 | 32 | 4  | 83  | 1,24 |
| 2000               | Yomiuri Giants     | 1  | 2  | 3,86 | 10 | 0  | 0  | 0   | 0  | 14   | 20  | 9  | 6  | 2  | 9   | 1,79 |
| 2002               | Yomiuri Giants     | 2  | 0  | 2,31 | 6  | 1  | 0  | 0   | 0  | 11⅔  | 12  | 3  | 3  | 1  | 5   | 1,20 |
| Łącznie w karierze | Łącznie w karierze | 11 | 10 | 2,84 | 53 | 13 | 6  | 3   | 11 | 158⅛ | 144 | 58 | 50 | 8  | 127 | 1,25 |

Korean Baseball Organization
| Sezon              | Klub               | W | L | ERA  | G  | GS | CG | SHO | SV | IP  | H  | R  | ER | HR | SO | WHIP |
| ------------------ | ------------------ | - | - | ---- | -- | -- | -- | --- | -- | --- | -- | -- | -- | -- | -- | ---- |
| 2005               | Hanwha Eagles      | 2 | 2 | 6,52 | 16 | 0  | 0  | NO  | NO | 19⅛ | 30 | 15 | 14 | NO | 8  | NO   |
| 2006               | Hanwha Eagles      | 0 | 0 | 6,75 | 7  | 0  | 0  | NO  | NO | 6⅔  | 12 | 6  | 5  | NO | 4  | NO   |
| 2007               | Hanwha Eagles      | 1 | 2 | 4,19 | 12 | 0  | 0  | NO  | NO | 43  | 41 | 23 | 20 | NO | 18 | NO   |
| Łącznie w karierze | Łącznie w karierze | 3 | 4 | 5,09 | 35 | 0  | 0  | NO  | NO | 69  | 83 | 44 | 29 | NO | 30 | NO   |